# Lagaan: Dawno temu w Indiach
Lagaan: Dawno temu w Indiach (dosł. hindi „Podatek”, ang. Lagaan: Once Upon a Time in India) – indyjski film historyczny z 2001 roku w reżyserii Ashutosha Gowarikera. W roli głównej wystąpił aktor bollywoodzki Aamir Khan. Zdjęcia kręcono w wioskach w pobliżu Bhuj w stanie Gudźarat.
Ten epicki film jest mieszanką kolonialnego dramatu, historycznego fresku, filmu sportowego, historii miłosnej i musicalu. Tematem filmu jest walka rozegrana na płaszczyźnie sportu między Hindusami a ich brytyjskimi okupantami.
Obraz był nominowany do Oscara za najlepszy film nieanglojęzyczny. W 2005, Indiatimes Movies zaliczyła film w poczet 25 najbardziej godnych uwagi filmów Bollywoodu (ang. Top 25 Must See Bollywood Films).

## Opis
Rok 1893. Indie od 150 lat okupowane przez Brytyjczyków. Brytyjski kapitan Russell gnębi podatkami indyjskich mieszkańców podległego mu rejonu. Ich sytuację pogarsza przedłużająca się susza. Młody Hindus Bhuvan (Aamir Khan) podejmuje wyzwanie rzucone mu przez aroganckiego Anglika. W imieniu swojej wioski przyjmuje zakład sportowy. Jeśli Hindusi wygrają z Anglikami mecz w krykieta, zostaną zwolnieni na trzy lata z płacenia podatku na rzecz brytyjskiego okupanta. Jeśli przegrają, zapłacą potrójnie, co w czas suszy może oznaczać dla wielu z nich śmierć. Hindusi są przerażeni, ale z czasem podejmują wyzwanie. Zaczynają razem trenować krykiet. Szykują się do meczu jak do walki o swoją godność.

## Obsada
- Aamir Khan – Bhuvan
- Gracy Singh – Gauri
- Rachel Shelley – Elizabeth Russell
- Paul Blackthorne – kapitan Andrew Russell
- Suhasini Mulay – Yashodamai
- Kulbhushan Kharbanda – Rajah Puran Singh
- Raghuvir Yadav – Bhura (as Raghuveer Yadav)
- Rajendra Gupta – Mukhiya
- Rajesh Vivek – Guran
- Shri Vallabh Vyas – Ishwar
- Javed Khan – Ram Singh
- Rajendranath Zutshi – Ismail
- Akhilendra Mishra – Arjan
- Daya Shankar Pandey – Goli
- Yashpal Sharma – Lakha

## Muzyka i piosenki
Muzykę do filmu skomponował A.R. Rahman włączając następujące piosenki:
1. „Ghanam Ghanam” – śpiewają Udit Narayan, Alka Yagnik, Sukhwinder Singh i Shaan
2. „Mitwa” – Udit Narayan, Alka Yagnik, Sukhwinder Singh i Srin
3. „Radha Kaise Na Jali” – Asha Bhosle, Udit Narayan, i Vaishali
4. „Lagaan” – Anuradha Sriram
5. „O Rey Chhori” – Udit Narayan, Alka Yagnik, Vasudhara Das
6. „Chale Chalo” – Srinivas, A.R. Rahaman
7. „O Paalanhare” – Lata Mangeshkar, Udit Narayan

## Nagrody i nominacje
Nagrody Filmfare
- 2002 Bergen International Film Festival, nagroda jury – Ashutosh Gowariker
- 2002 Nagroda Filmfare dla Najlepszego Aktora – Aamir Khan
- 2002 Nagroda Filmfare dla Najlepszego Reżysera – Ashutosh Gowariker
- 2002 Nagroda Filmfare dla Najlepszego Filmu
- 2002 Nagroda Filmfare za Najlepszą Muzykę – A. R. Rahman
- 2002 Nagroda Filmfare za Najlepsze teksty – Javed Akhtar
- 2002 Nagroda Filmfare dla Najlepszego Wokalisty – Udit Narayan za piosenkę „Mitwa”
- 2002 Nagroda Filmfare dla Najlepszej Wokalistki – Alka Yagnik za piosenkę „O Re Chhori”
- 2002 Nagroda Filmfare za Najlepszą Historię – Ashutosh Gowariker

Nagrody IIFA
- 2002 IIFA dla Najlepszego Aktora – Aamir Khan
- 2002 IIFA dla Najlepszego Reżysera – Ashutosh Gowariker
- 2002 IIFA za Najlepszy Film – Ashutosh Gowariker
- 2002 IIFA dla Najlepszej Wokalistki – Asha Bhosle za piosenkę „Radha Kaise Na Jale”.
- 2002 IIFA za Najlepszą Muzykę – A. R. Rahman

Nagrody National Film Award
- 2002 za najpopularniejszy film rozrywkowy, Indie
- 2002 National Film Award za Najlepszą Muzykę, Indie – A. R. Rahman
- 2002 National Film Award dla Najlepszego Wokalistę, Indie – Udit Narayan za piosenkę „Mitwa Re”
- 2002 National Film Award za najlepsze teksty piosenek, Indie – Javed Akhtar
- 2002 National Film Award za najlepsze kostiumy, Indie – Bhanu Athaiya
- 2002 National Film Award za Najlepszą Reżyserię, Indie – Nitin Chandrakant Desai
- 2002 Międzynarodowy Festiwal w Portland, Audience Award – Ashutosh Gowariker

Star Screen Award
- 2002 za najbardziej obiecujący debiut – Gracy Singh
- 2002 Star Screen Award dla Najlepszego Reżysera – Ashutosh Gowariker
- 2002 Star Screen za Najlepszy Film – Ashutosh Gowariker
- 2002 Star Screen Award dla Najlepszego Wokalisty – Asha Bhosle For the song „Radha Kaise Na Jale”

Zee Cine Award
- 2002 Nagroda Zee Cine dla Najlepszego Aktora – Aamir Khan
- 2002 Zee Cine Award za Najlepszy Debiut – Gracy Singh
- 2002 Zee Cine Award dla Najlepszego Reżysera – Ashutosh Gowariker
- 2002 Zee Cine Award za Najlepszy Film – Ashutosh Gowariker
- 2002 Zee Cine Award za najlepsze teksty piosenek – Javed Akhtar za piosenkę „Radha Kaise Na Jale”.
- 2002 Zee Cine Award za Najlepszą Muzykę – A.R. Rahman
- 2002 Zee Cine Award dla Najlepszej Wokalistki – Asha Bhosle za piosenkę „Radha Kaise Na Jale”.
- 2002 Zee Cine Award za najlepszą historię – Ashutosh Gowariker

Inne nagrody
- 2002 Międzynarodowy Festiwal Filmowy w Leeds, Audience Award – Ashutosh Gowariker
- 2002 Międzynarodowy Festiwal Filmowy w Locarno Nagroda Publiczności

Nominacje do nagród
- 2002 Oscar dla najlepszego filmu nieanglojęzycznego
- 2002 European Film Awards, Screen International Award – Ashutosh Gowariker
- 2002 Nagroda Filmfare za Najlepszy Tekst Piosenki – Javed Akhtar za „Radha Kaise Na Jale”
- 2002 IIFA dla Najlepszej Aktorki – Gracy Singh
- 2002 IIFA dla Najlepszego Aktora Drugoplanowego – Kulbhushan Kharbanda
- 2002 IIFA za Najlepszą Rolę komediową – Rajesh Vivek
- 2002 IIFA za Najlepszą Rolę Negatywną – Paul Blackthorne
- 2002 IIFA dla Najlepszego Wokalisty – Udit Narayan za piosenkę „Mitwa”
- 2002 Star Screen Award dla Najlepszego Aktora – Aamir Khan
- 2002 Star Screen Award za Najlepszą Muzykę – A.R. Rahman
- 2002 Star Screen Award za Najlepszą Rolę Negatywną – Paul Blackthorne
- 2002 Star Screen Award dla Najlepszego Wokalisty – Udit Narayan za piosenkę „Mitwa”
- 2002 Star Screen Award najlepsze tło muzyczne – A.R. Rahman
- 2002 Zee Cine Award dla Najlepszego Aktora Drugoplanowego – Rachel Shelley
- 2002 Zee Cine Award dla Najlepszego Wokalisty – Udit Narayan za piosenkę „Mitwa”